# ليونيل تايغر
ليونيل تايغر (بالإنجليزية: Lionel Tiger)‏ هو أستاذ جامعي وعالم إنسان أمريكي، ولد في 5 فبراير 1937 في نيويورك في الولايات المتحدة.

## وصلات خارجية
- ليونيل تايغر على موقع إن إن دي بي (الإنجليزية)